# Yandri Pitoy
Yandri Christian Pitoy (Tomohon, 15 gennaio 1981) è un calciatore indonesiano, portiere del Persebaya Surabaya.

## Carriera

### Club
Comincia a giocare al Persmin Minahasa. Nel 2000 si trasferisce al Persma Manado. Nel 2002 passa al Persikota Tangerang. Nel 2005 viene acquistato dal Persipura. Nell'estate 2010 passa al Pereman Manokwari. Nel gennaio 2011 si trasferisce al Persija. Nell'estate 2011 viene acquistato dal Persib. Nel 2013 passa al Persiram. Nel 2014 viene acquistato dal Persebaya Surabaya.

### Nazionale
Ha debuttato in Nazionale nel 2003. Ha partecipato, con la Nazionale, alla Coppa d'Asia 2004 e alla Coppa d'Asia 2007. Ha collezionato in totale, con la maglia della Nazionale, 18 presenze.